# Robert Lorenz
Joseph Robert Lorenz (Chicago, 1º aprile 1965) è un produttore cinematografico e regista statunitense, conosciuto soprattutto per le sue collaborazioni con Clint Eastwood.
Ha prodotto Mystic River, Flags of Our Fathers e Lettere da Iwo Jima di Eastwood, con i quali si guadagnò tre nomination agli Oscar per miglior film. Ha anche lavorato come produttore esecutivo ai film Million Dollar Baby e Debito di sangue sempre di Eastwood e come aiuto regista in oltre 20 film. Nel 2012, ha diretto il suo primo film, Di nuovo in gioco.

## Filmografia

### Produttore
- Debito di sangue (Blood Work), regia di Clint Eastwood (2002) - produttore esecutivo
- Mystic River, regia di Clint Eastwood (2003)
- Million Dollar Baby, regia di Clint Eastwood (2004) - produttore esecutivo
- Flags of Our Fathers, regia di Clint Eastwood (2006)
- Lettere da Iwo Jima (Letters from Iwo Jima), regia di Clint Eastwood (2006)
- Changeling, regia di Clint Eastwood (2008)
- Gran Torino, regia di Clint Eastwood (2008)
- Invictus - L'invincibile (Invictus), regia di Clint Eastwood (2009)
- Rails & Ties - Rotaie e legami (Rails & Ties), regia di Alison Eastwood (2010)
- Hereafter, regia di Clint Eastwood (2010)
- J. Edgar, regia di Clint Eastwood (2011)
- Di nuovo in gioco (Trouble with the Curve), regia di Robert Lorenz (2012)
- Jersey Boys, regia di Clint Eastwood (2014)
- American Sniper, regia di Clint Eastwood (2014)
- Un uomo sopra la legge (The Marksman), regia di Robert Lorenz (2021)
- L'ultima vendetta (In the Land of Saints and Sinners), regia di Robert Lorenz (2023) - produttore esecutivo

### Regista
- Di nuovo in gioco (Trouble with the Curve) (2012)
- Un uomo sopra la legge (The Marksman) (2021)
- L'ultima vendetta (In the Land of Saints and Sinners) (2023)

### Sceneggiatore
- Un uomo sopra la legge (The Marksman) (2021)